# Dorud (Verwaltungsbezirk)
Dorud (persisch شهرستان دورود) ist ein Schahrestan in der Provinz Luristan im Iran. Er enthält die Stadt Dorud, welche die Hauptstadt des Verwaltungsbezirks ist.

## Kreise
- Zentral (بخش مرکزی)
- Silakhur (بخش سیلاخور)

## Demografie
Bei der Volkszählung 2016 betrug die Einwohnerzahl des Schahrestan 174.508. Die Alphabetisierung lag bei 84 Prozent der Bevölkerung. Knapp 71 Prozent der Bevölkerung lebten in urbanen Regionen.
| Zensusjahr | Einwohnerzahl |
| ---------- | ------------- |
| 2011       | 162.800       |
| 2016       | 174.508       |